# إيدي فان هيلين
إدوارد لودفيغ فان هالين (مواليد 26 يناير 1955 في مدينة نايميخن، هولندا - توفي 6 أكتوبر 2020 بالولايات المتحدة)، هو موسيقي وشاعر وملحن ومنتج موسيقي أمريكي من أصول هولندية. توفي يوم 6 أكتوبر 2020 في مدينة سانتا مونيكا، كاليفورنيا الأمريكية بسبب مرض سرطان الرأس والعنق.

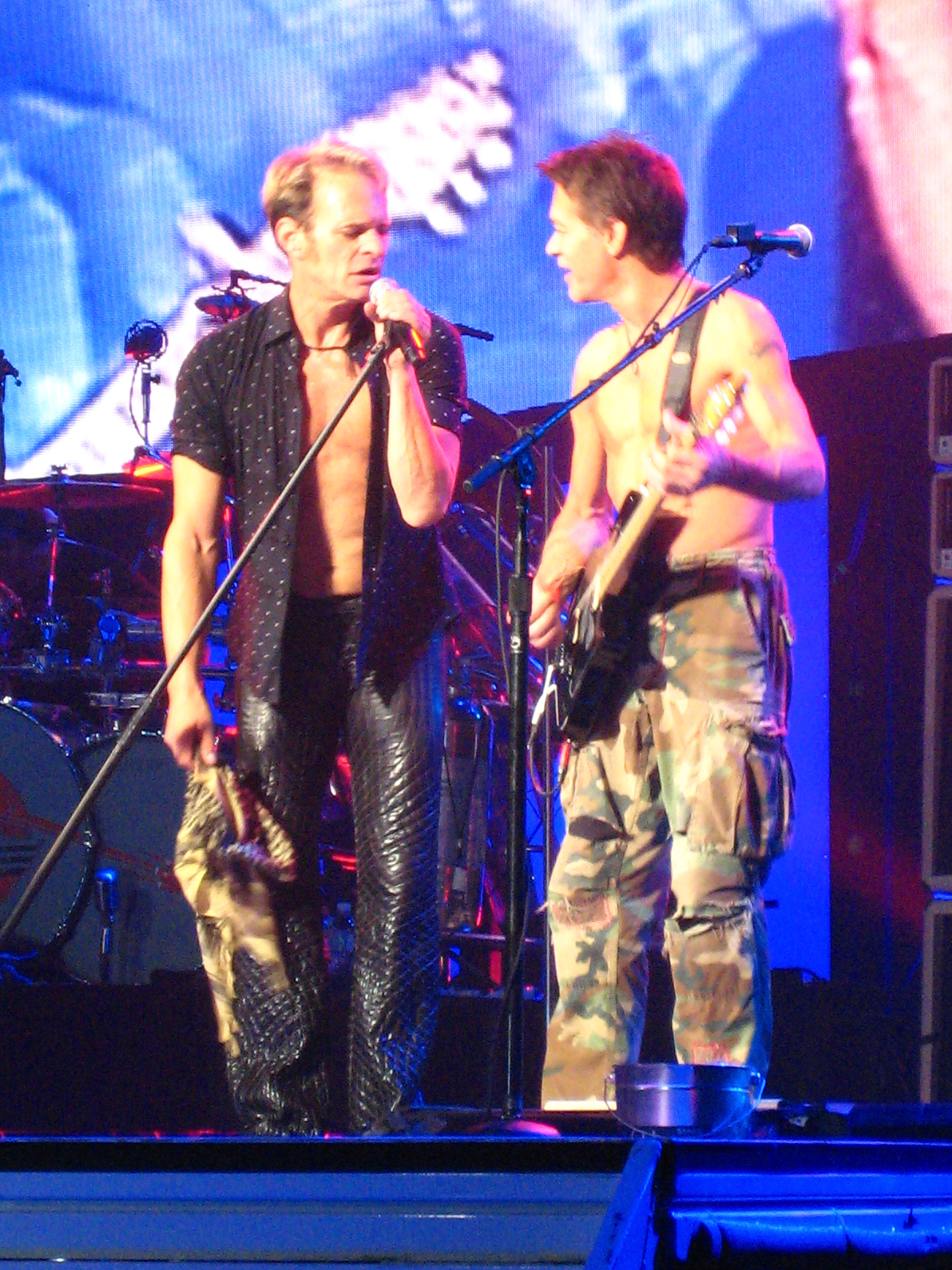
فان هالين (يمين) مع ديفيد لي روث (يسار)، نوفمبر 2007

## وصلات خارجية
- إيدي فان هيلين على موقع IMDb (الإنجليزية)
- إيدي فان هيلين على موقع الموسوعة البريطانية (الإنجليزية)
- إيدي فان هيلين على موقع ميوزك برينز (الإنجليزية)
- إيدي فان هيلين على موقع رولينغ ستون (الإنجليزية)
- إيدي فان هيلين على موقع إن إن دي بي (الإنجليزية)
- إيدي فان هيلين على موقع أول ميوزيك (الإنجليزية)
- إيدي فان هيلين على موقع ديسكوغز (الإنجليزية)
- إيدي فان هيلين على موقع قاعدة بيانات الفيلم (الإنجليزية)
- الموقع الرسمي
- إدي فان هالين في قاعدة بيانات الأفلام على الإنترنت.